# Église de la Visitation-de-la-Sainte-Vierge d'Erlon
L'église de la Visitation-de-la-Sainte-Vierge d'Erlon est une église située à Erlon, dans le département de l'Aisne, en France.